# Бубнов, Сергей Фёдорович
Сергей Фёдорович Бубнов (9 (21) октября 1851, Москва — 18 (31) октября 1909, Москва) — русский гигиенист, ведущий специалист России начала XX века по вопросам санитарного благоустройства городов и водоснабжения.

## Биография
Сын потомственного почётного московского гражданина родился 9 (21) октября 1851 года. В 1873 году окончил 2-ю московскую гимназию. Затем учился в Московском университете — окончил физико-математический (1877) и медицинский (1881) факультеты. В 1882 году сдал экзамены на степень доктора медицины и на собственные средства отправился за границу, где занимался изучением гигиены. В 1882—1883 годах в Мюнхенском гигиеническом институте занимался у М. Петтенкофера, который дал опытное обоснование санитарным мероприятиям очистки городов. Также работал под руководством профессора Эммериха.
В конце 1882 года по рекомендации Ф. Ф. Эрисмана был утверждён в должности сверхштатного ассистента при гигиенической лаборатории Московского университета.
В 1882—1890 гг. занимался санитарным исследованием почв Москвы, отоплением зданий новых клиник Московского университета в Клиническом городке на Девичьем поле, вентиляцией воздуха в городских народных училищах и в гимназиях министерства народного просвещения.
В 1890 году окончил написание капитального труда — докторской диссертации «О рациональном устройстве отопления и вентиляции (санитарные исследования в новых клиниках Императорского Московского университета, в Детской больнице Св. Ольги, в Александровском коммерческом училище и в частных жилищах)». — Москва: тип. В. В. Исленьева, 1890. — XII, 473 с. — (Сборник работ Гигиенической лаборатории Московского университета / Под ред. орд. проф. Ф. Ф. Эрисмана; Вып. 3). После защиты диссертации был избран на вновь учреждённую должность прозектора при кафедре гигиены; читал «для студентов медиков X семестра курс эпизоотологии и ветеринарной полиции».
В феврале 1895 года стал ординарным профессором Юрьевского университета по кафедре государственного врачебноведения, но уже осенью 1896 года, в связи с отъездом за границу Ф. Ф. Эрисмана, перешёл на должность ординарного профессора гигиены в Московский университет, где до конца жизни занимал кафедру гигиены.
Бубнов состоял директором гигиенического института Московского университета и заведующим устроенной при институте городской санитарной станцией. С 1885 года он был гласным Московской городской думы и членом комиссии общественного здравия. Он был также председателем Комиссии по исследованию воды в московском водопроводе, а с 1899 года состоял попечителем городской больницы имени братьев Бахрушиных.
Умер в Москве 18 (31) октября 1909 года. Похоронен в Новодевичьем монастыре (между трапезной и певческой палатами).
С. Ф. Бубнов — автор более 40 работ по экспериментальной гигиене (часть из них — на немецком и французском языках); также он писал о почве, окраске тканей, обоев. В 1904 году появилась его работа: Американские механические фильтры: Санитарная оценка их работы по результатам, получ. на фильтр. ст. в Москве. — Москва: Гор. тип., 1904. — [2], VI, 329 с., 34 л. ил.